# La Route vers le vedettariat
La Route vers le vedettariat (Rodent to Stardom) est un dessin animé de la série Looney Tunes réalisé par Alex Lovy et sorti en 1967. il met en scène Daffy Duck contre Speedy Gonzales.